# Onthophagus panoplus
Onthophagus panoplus là một loài bọ cánh cứng trong họ Bọ hung (Scarabaeidae).